# Maxi Rodríguez
Maximiliano "Maxi" Rodríguez (født 2. januar 1981 i Rosario) er en argentinsk fodboldspiller. Han spiller til daglig i den uruguayanske klub Peñarol.
Han startede karrieren i den argentinske Primera Divisíon-klub Newell's Old Boys, før han foran sæsonen 2002/03 gik til den spanske klub RCD Espanyol. Der spillede han i tre sæsoner før overgangen til Atlético Madrid. I 2010 blev han solgt til Liverpool i England
Rodríguez debuterede på landsholdet i juni 2003 mod Japan. Han spillede på Argentinas hold under VM 2006 i Tyskland, og scorede blandt andet to mål da Argentina slog Serbien og Montenegro 6–0.